# Aristobulo di Calcide
Aristobulo di Calcide (fl. 48-72/74) fu un sovrano di uno stato tributario dei Romani in Asia Minore.
Era figlio di Erode di Calcide e dunque nipote di Erode il Grande, e marito di Salomè.

## Biografia

Campagne armeno-partiche di Corbulone, periodo 58-60. Aristobulo sostenne la campagna militare romana, ricevendo in cambio un allargamento territoriale

Aristobulo era figlio di Erode di Calcide e della sua prima moglie e cugina Mariamne. Il padre di Erode era Aristobulo (IV), figlio di Erode il Grande e della seconda moglie Mariamne, la madre Berenice, figlia di Costobaro e di Salome (sorella di Erode il Grande). Dopo la morte di Mariamne, Erode di Calcide sposò in seconde nozze Berenice di Cilicia, che gli diede due figli, Bereniciano e Ircano, i quali erano dunque fratellastri di Aristobulo. Aristobulo sposò la cugina Salomè, figlia di Erodiade (sorella di Erode di Calcide) e del suo primo marito Erode Filippo II (figlio di Erode il Grande). Dalla loro unione nacquero tre figli, Erode, Agrippa e Aristobulo.
Nel 48 Erode di Calcide morì; l'imperatore romano Claudio decise allora di assegnare il regno cliente di Calcide non ad Aristobulo, ma a Erode Agrippa II, cugino di Aristobulo in quanto figlio di Erode Agrippa I (fratello di Erode di Calcide).
Le aspettative di Aristobulo, però, non furono dimenticate, e nel 55 ricevette da Nerone, a compensazione della perdita del regno di Calcide, la sovranità sul regno dell'Armenia Minore. Il nuovo regno si trovava a occidente dell'Armenia maggiore e raggiungeva le coste del Mar Nero; la sua capitale Nicopoli del Ponto era stata fondata da Gneo Pompeo Magno lungo la strada che da Ancira portava a Satala e di lì nel Caucaso; Aristobulo si trasferì a Nicopoli con la famiglia. Il regno di Aristobulo in Armenia minore è attestato dal ritrovamento di tre monete, che lo raffigurano con la moglie Salomè e la legenda «Re Aristobulo, Regina Salomè»; sono datate tra l'ottavo e il diciassettesimo anno di regno (70/71).
In occasione delle campagne armeno-partiche di Corbulone (58-63), i Romani ricevettero il sostegno militare dei regni vassalli; tra essi vi fu anche Aristobulo, il quale ottenne nel 59, come ricompensa, un allargamento territoriale in Armenia.
Si ritiene che nei primi anni 70 il regno di Armenia minore sia stato riassorbito all'interno dell'Impero romano; secondo lo storico Flavio Giuseppe, nel 74 il re Antioco IV di Commagene ebbe un incontro di alto livello con «Aristobulo di Calcidiche», che probabilmente va identificato con Aristobulo di Calcide non più sovrano.